# 均县镇
均县镇，是中华人民共和国湖北省十堰市丹江口市下辖的一个乡镇级行政单位。

## 行政区划
均县镇下辖以下地区：
肖川社区、关门岩村、罗汉村、蔡方沟村、莲花村、二房院村、灵宝山村、岗家沟村、庙坪村、闵家沟村、寨河村、何家院村、九里岗村、洪家沟村、怀家沟村、核桃园村、三里坡村、老龙沟村、迎风寺村和寨怀沟村。